# Jakob Buchli
Jakob Buchli (Chur, 4 maart 1876 - Winterthur, 1 april 1945) was een Zwitserse locomotiefconstructeur.

## Biografie
De bij Federale Polytechnische Hogeschool van Zürich tot ingenieur opgeleide Buchli was van 1902 tot 1910 werkzaam bij de Schweizerische Lokomotiv- und Maschinenfabrik (SLM) in Winterthur. Sinds 1907 was hij hoofd van het constructiebureau. Van 1910 tot 1924 was hij hoofdingenieur elektrische tractie bij Brown, Boveri & Cie (BBC) gevestigd te Baden. Hierna ging hij weer terug naar SLM, alwaar hij tot 1930 technisch directeur was van de afdeling locomotiefbouw.
Belangrijke ontwerpen van Buchli zijn de naar hem vernoemde Buchli-aandrijving, waarbij de tractiemotor en de tandwielkast volledig geveerd zijn opgehangen zodat hogere snelheden mogelijk zijn, de SLM-Universalantrieb (onder andere gebruikt in de NS-locomotief serie 1000) en het Java-draaistel, dat ook bij vele Nederlandse spoorwegrijtuigen en trams is toegepast. Ook de ontwerpen voor de experimentele SLM Eb3/5 hogedrukstoomlocomotief en de duplex-draaistellen voor sneltreinmaterieel waren van zijn hand.
Op tramgebied ontwierp hij het systeem van de drieasser, waarbij de buitenste assen, die in een eenassig draaistel zijn ondergebracht, door middel van een stangenstelsel worden aangestuurd door kleine loopwielen in het midden van het rijtuig. Hij verkreeg daarmee een soepel doorlopen van bogen dat vergelijkbaar was met de prestaties van een duurdere vierasser.  
- Base de données des élites suisses: 51243
- Gemeinsame Normdatei: 1070586331
- Historisch woordenboek van Zwitserland: 031320
- Nationale Bibliotheek van Polen: a0000003809748
- Virtual International Authority File: 315940393
- WorldCat: E39PBJcR6tfYTXdhmw3bXt8Hmd